# Jake Manley
Pour les articles homonymes, voir Manley.
Jake Manley, né le 23 août 1991 au Canada, est un acteur canadien.
Il est connu pour son rôle de Jack Morton dans la série télévisée américaine The Order.

## Biographie
Il est né et a grandi au Canada, mais a déménagé aux États-Unis pour devenir acteur. Il habite maintenant à Los Angeles (Californie). Il a une sœur nommée Justine McKnight.

### Carrière
En 2012, il a produit et joué dans la mini-série intitulée 3 Audrey.
En avril 2018, Netflix annonce qu'il sera dans la distribution principale avec Sarah Grey dans la série télévisée américaine The Order, dans le rôle de Jack Morton. La série est diffusée depuis le 7 mars 2019 sur Netflix,.
En 2019, il sera à l’affiche du film Brotherhood (en) de Richard Bell (en) aux côtés de Brendan Fehr, Brendan Fletcher et également, dans le film Mes autres vies de chien de Gail Mancuso.
La même année, il rejoint la distribution du film de guerre Midway de Roland Emmerich sortie le 8 novembre 2019 aux États-Unis. Le comédien rejoint ainsi Luke Evans, Mandy Moore, Nick Jonas, Darren Criss,.
En 2020, il rejoint la distribution du film Hotwired in Suburbia de Jason Bourque aux côtés de Zoë Belkin et Tyler Hynes (en) et le film Southland de Joshua Caldwell (en) aux côtés de Bella Thorne et Amber Riley.
La même année, il rejoint la distribution de la comédie romantique Holidate de John Whitesell aux côtés de Emma Roberts, Luke Bracey, Jessica Capshaw, King Bach, Frances Fisher, Manish Dayal et Kristin Chenoweth.

### Vie privée
Depuis 2016, il est en couple avec l'actrice Jocelyn Hudon. Elle a participé à deux épisodes de la série The Order aux côtés de Jake lors de la première saison.

## Filmographie
Sauf indication contraire, les informations mentionnées dans cette section peuvent être confirmées par la base de données cinématographiques IMDb,  présente dans la section « Liens externes ».

### Cinéma
- 2018 : Seven in Heaven de Chris Eigeman : Derek
- 2018 : TMI Crossing the Threshold de Glenn Ripps : Richard Felt
- 2019 : Mes autres vies de chien de Gail Mancuso : Shane
- 2019 : Midway de Roland Emmerich : Willie West
- 2019 : Brotherhood (en) de Richard Bell (en) : George Waller
- 2020 : Holidate de John Whitesell : York
- 2020 : Hotwired in Suburbia de Jason Bourque : Dylan
- 2020 : Infamous de Joshua Caldwell (en) : Dean

### Télévision

#### Séries télévisées
- 2012 : 3 Audrey : Tommy Noble (également producteur)
- 2012 : Beauty and the Beast : Derek Moore (saison 1, épisode 7)
- 2015 : Defiance : Josh Nolan (jeune) (saison 3, épisode 5)
- 2015 : Heroes Reborn : Brad (saison 1, épisode 1,2,3 et 4)
- 2016 : Rolston Rye's Guide to LA : Slater (saison 1, épisode 4,5 et 6)
- 2016 : American Gothic : Tom Price (jeune) (saison 1, épisode 11)
- 2017 : American Gods : Bartholomew (saison 1, épisode 7)
- 2017 : Casual : Harvard (saison 3, épisode 6)
- 2018 : iZombie : Fisher Webb / Captain Seattle (5 épisodes)
- 2019 : Trollville : Daniel (saison 1, épisode 1)
- 2019 : Project Blue Book : Toby McManus (saison 1, épisodes 1 et 3)
- 2019-2020 : The Order : Jack Morton (rôle principal)

#### Téléfilms
- 2014 : Une virée en enfer 3 : Bobby Crow
- 2015 : Ma pire journée : Kyle
- 2015 : Northpole: Open for Christmas : Jimmy
- 2016 : L'Envie d'être mère : Adam Wilson
- 2017 : Hush Little Baby : Owen
- 2021 : Romance et Pierres précieuses : Aiden Sawyer